# 丹佛鎮區 (密歇根州伊莎貝拉縣)
丹佛鎮區（英語：Denver Township）是位於美國密歇根州伊莎貝拉縣的一個行政鎮區。

## 地方資料
丹佛鎮區的面積為94.60平方千米，當中陸地面積為94.60平方千米，而水域面積為0.00平方千米。根據2020年美國人口普查的數據，當地共有人口1199人，而人口密度為每平方千米12.67人。